# National Cheng Kung University

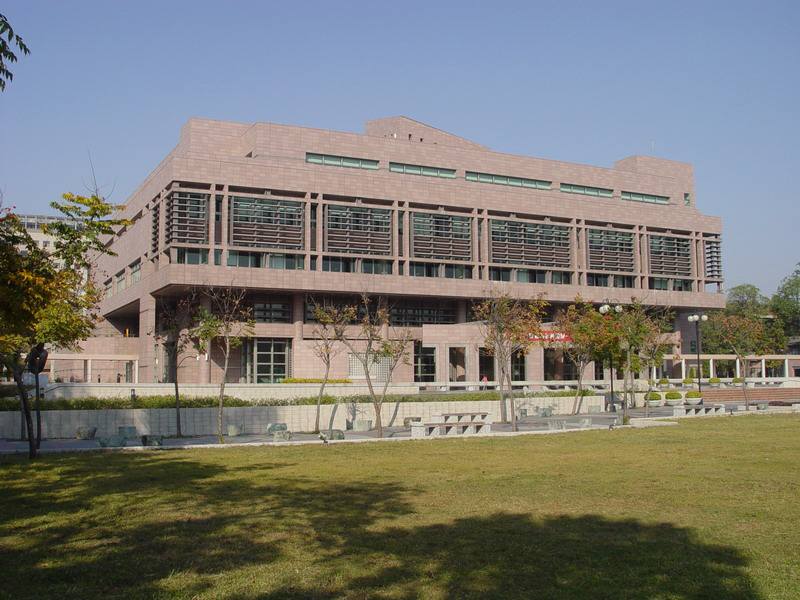
Biblioteket

National Cheng Kung University (NCKU; kinesiska: 國立成功大學/成大), är ett statligt forskningsuniversitet i Tainan, Taiwan. Det är främst inriktat på ingenjörsvetenskap, datateknik, medicin och design. 